# Nana Visitor

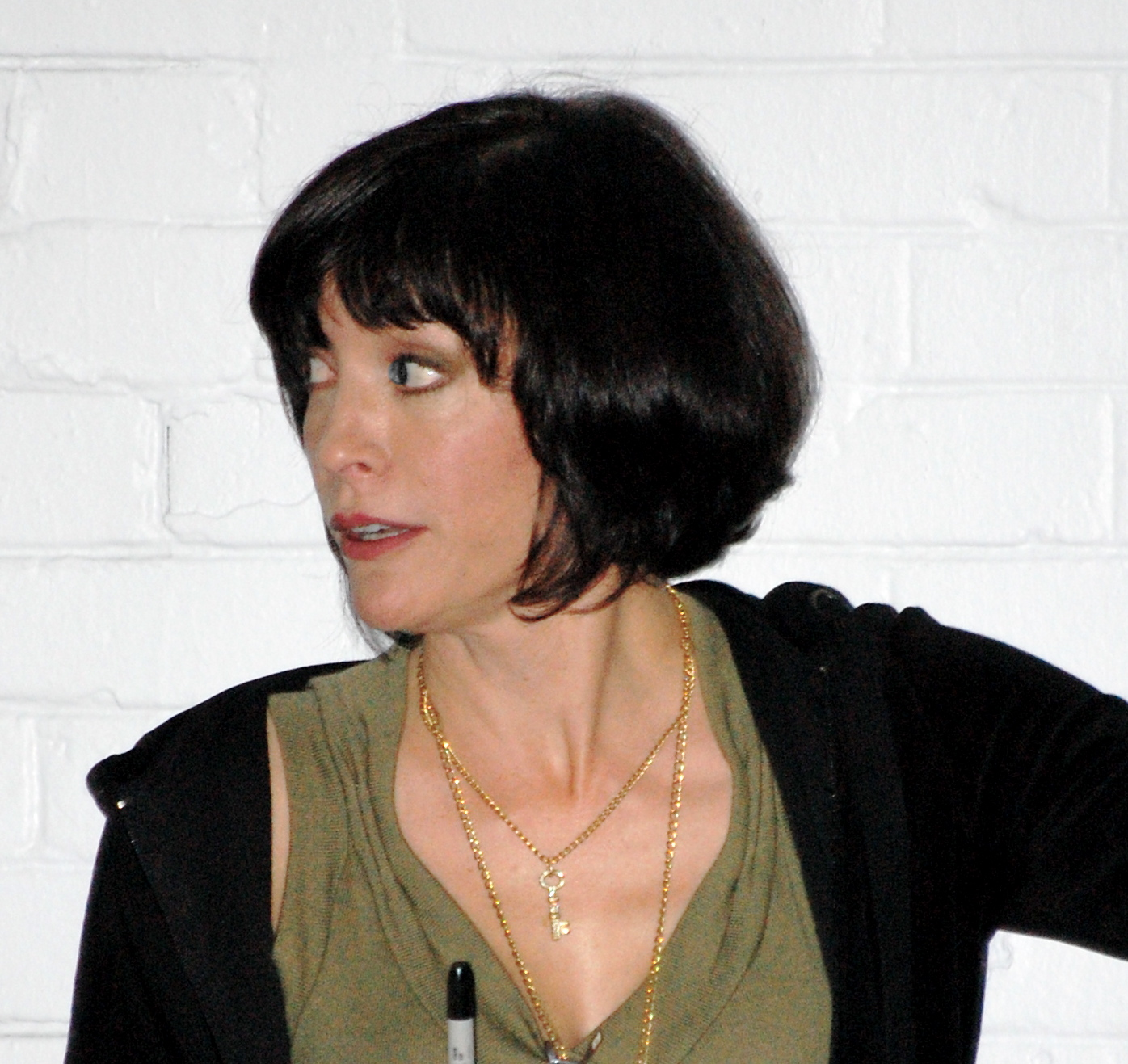
Nana Visitor în 2007

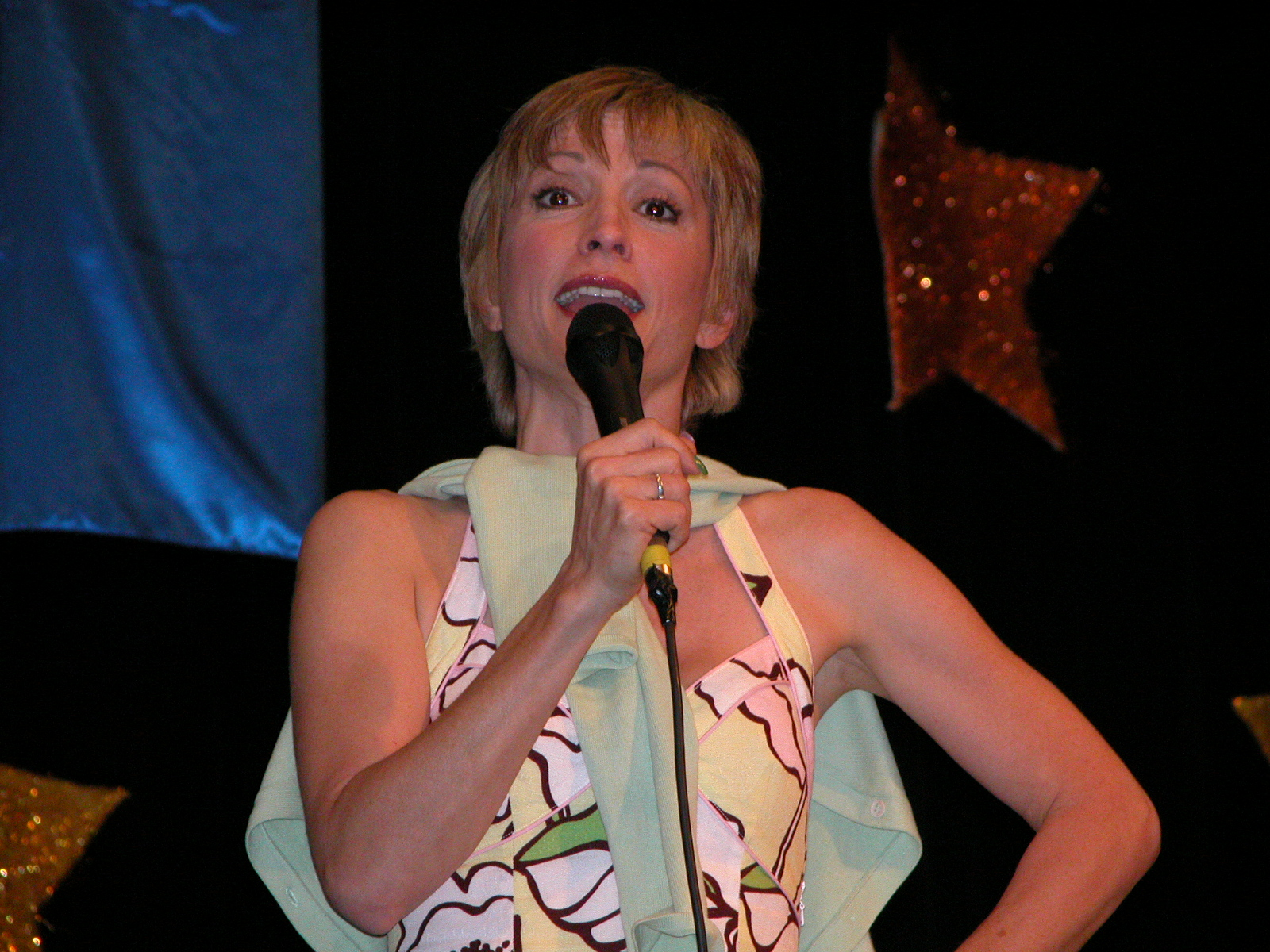
Nana Visitor în 2004

Nana Visitor (n. 26 iulie 1957, New York City, New York, SUA, n. Nana Tucker) este o actriță americană, cel mai bine cunoscută pentru interpretarea rolurilor Kira Nerys din Star Trek: Deep Space Nine și Jean Ritter din Wildfire.

## Filmografie

### Filme de cinema
| An   | Titlu                | Rol              |
| ---- | -------------------- | ---------------- |
| 1977 | Santinela damnaților | Fată             |
| 1987 | Spirit               | Ellen Dolan      |
| 2008 | Babysitter Wanted    | Linda Albright   |
| 2008 | Votul decisiv        | Galena Greenleaf |
| 2009 | Vineri 13            | Pamela Voorhees  |
| 2011 | Inamicul din umbră   | Agent imobiliar  |
| 2015 | A Rising Tide        | Eva              |
| 2015 | Ted 2                | Agent de adopție |
| 2018 | A Bread Factory      | Elsa             |

### Televiziune
| An        | Titlu                          | Rol                                                                    | Note                                                                     |
| --------- | ------------------------------ | ---------------------------------------------------------------------- | ------------------------------------------------------------------------ |
| 1976      | Ivan the Terrible              | Svetlana Petrovsky                                                     | 5 episoade                                                               |
| 1978–79   | Ryan's Hope                    | Nancy Feldman                                                          | Episoade necunoscute                                                     |
| 1980–81   | The Doctors                    | Darcy Collins                                                          | Episoade necunoscute                                                     |
| 1982      | One Life to Live               | Georgina Whitman                                                       | Episoade necunoscute                                                     |
| 1985      | Hunter                         | Amy Laurton                                                            | Episodul: "The Biggest Man In Town"                                      |
| 1985      | MacGyver                       | Laura Farren                                                           | Episodul: "Hellfire"                                                     |
| 1985      | Remington Steele               | Eileen Fitzgerald                                                      | Episodul: "Steele Blushing"                                              |
| 1986      | Alfred Hitchcock Presents      | Doris                                                                  | Episodul: "Happy Birthday"                                               |
| 1986      | Highway to Heaven              | Margaret Swann                                                         | 2 episoade                                                               |
| 1987      | Ohara                          | Laura                                                                  | Episodul: "Laura"                                                        |
| 1987      | MacGyver                       | Carol Varnay                                                           | Episodul: "D.O.A.: MacGyver"                                             |
| 1987      | Matlock                        | Vanessa Douglas                                                        | Episodul: "The Best Friend"                                              |
| 1987      | The Colbys                     | Georgina Sinclair                                                      | 4 episoade                                                               |
| 1987      | Scarecrow and Mrs. King        | Felicia McMasters                                                      | Episodul: "Do You Take This Spy?"                                        |
| 1988      | Night Court                    | Ms. Sanders                                                            | Episodul: "Educating Rhoda"                                              |
| 1988      | In the Heat of the Night       | Evie                                                                   | Episodul: "Fate"                                                         |
| 1988      | L.A. Law                       | Betsy Major                                                            | Episodul: "Sperminator"                                                  |
| 1989      | Matlock                        | Erin Whitley / Shannon Blackwell                                       | Episodul: "The Other Woman"                                              |
| 1989      | Doogie Howser, M.D.            | Charmagne                                                              | Episodul: "The Short Goodbye"                                            |
| 1990      | Working Girl                   | Bryn Newhouse                                                          | Episoade necunoscute                                                     |
| 1990      | Murder, She Wrote              | Marcia McPhee                                                          | Episodul: "See You in Court, Baby"                                       |
| 1991      | Drexell's Class                | Helen Selwyn                                                           | Episodul: "Love Walked Right in and Swept Mr. Drexell Away"              |
| 1993      | Matlock                        | Dr. Clara Farmington                                                   | Episodul: "The Divorce"                                                  |
| 1993–1999 | Star Trek: Deep Space Nine     | Kira Nerys                                                             | Main cast, OFTA Television Award for Best Actress in a Syndicated Series |
| 1998      | The Outer Limits               | Cecilia Fairman                                                        | Episodul: "In Our Own Image"                                             |
| 2001      | Dark Angel                     | Elizabeth Renfro                                                       | 6 episoade                                                               |
| 2003      | Frasier                        | Sharon                                                                 | Episode: "Daphne Does Dinner"                                            |
| 2004      | CSI: Crime Scene Investigation | Mrs. Katz                                                              | Episodul: "Mea Culpa"                                                    |
| 2004      | According to Jim               | Veronica                                                               | Episodul: "Who's the Boss?"                                              |
| 2005–2008 | Wildfire                       | Jean Ritter                                                            | Episoade necunoscute                                                     |
| 2008      | Battlestar Galactica           | Emily Kowalski                                                         | Episodul: "Faith"                                                        |
| 2009–2014 | Family Guy                     | Rita/Woman in restaurant/Nancy Pelosi/Justin's Mom/Kate's Mom (voices) | 12 episoade                                                              |
| 2011      | Torchwood: Miracle Day         | Olivia Colasanto                                                       | Episodul: "Immortal Sins", "End of the Road"                             |
| 2011      | Grimm                          | Melissa Wincroft                                                       | Episodul: "Beeware"                                                      |
| 2012      | Castle                         | Dr. Patty Barker                                                       | Episodul: "An Embarrassment of Bitches"                                  |
| 2017      | Dynasty                        | Diana Davis                                                            | Episodul: "Company Slut"                                                 |
| 2018      | Killer in Law                  | Yvonne Hutcherson                                                      | [ 6 ]                                                                    |
| 2022      | Star Trek: Lower Decks         | Kira Nerys                                                             | Episodul: "Hear All, Trust Nothing"                                      |

### Teatru
| An   | Titlu           | Rol                      | Teatru Broadway   |
| ---- | --------------- | ------------------------ | ----------------- |
| 1983 | My One and Only | Flounder                 | St. James Theatre |
| 2001 | Chicago         | Roxie Hart, înlocuitoare | Shubert Theatre   |

### Jocuri video
| An   | Titlu                                   | Rol        |
| ---- | --------------------------------------- | ---------- |
| 1996 | Star Trek: Deep Space Nine - Harbinger  | Kira Nerys |
| 2000 | Star Trek: Deep Space Nine - The Fallen | Kira Nerys |
| 2018 | Star Trek Online - Victory is Life      | Kira Nerys |
| 2023 | Starfield                               | Mama       |

### Seriale web
| An   | Titlu    | Rol | Note                 |
| ---- | -------- | --- | -------------------- |
| 2016 | Full Out | Xan | Distribuție specială |